# Павлов, Николай Андреевич
Николай Андреевич Павлов (22 ноября 1925—1983) — бригадир слесарей-монтажников, Герой Социалистического Труда (1974).

## Биография
Родился в д. Верхнееремино Курского уезда Курской губернии.
Участник Великой Отечественной войны.
Работал слесарем-монтажником строительно-монтажных управлений Курска (1948—1958), бригадиром слесарей-монтажников Курского монтажного управления № 1 треста «Юговостоктехмонтаж». В 1974 году присвоено звание Героя Социалистического Труда.
Делегат XXV съезда КПСС (1976).
Почётный гражданин Курска (1982).

## Награды
- Медаль «За боевые заслуги» (19.5.1945)[1]
- Медаль «Серп и Молот» Героя Социалистического Труда и Орден Ленина (1974)
- Орден Трудового Красного Знамени